# Vatutine
Vatutine (ukrainsk: Ватутіне ukrainsk udtale: [wɐˈtutʲine]; russisk: Ватутино}) er en by i Zvenyhorodka rajon, Tjerkasy oblast (region) i Ukraine. Den er hjemsted for administrationen af Vatutine urban hromada, en af hromadaerne i Ukraine.
Byen har 15.763 (2022) indbyggere.

## Administrativ status
Vatutine fik status som by i 1952. Indtil 18. juli 2020 blev Vatutine udpeget som en By af regional betydning  og hørte til Vatutine Kommune, men ikke til nogen rajon. Som en del af den administrative reform i Ukraine, som reducerede antallet af raioner i Tjerkasy oblast til fire, blev byen slået sammen med Zvenyhorodskyj rajon.